# Polevskoj
Polevskoj (Russisch: Полевской) is een Russische stad ten oosten van de Oeral in de Centrale Oeral aan de rivier de Polevaja op 57 kilometer ten zuidwesten van Jekaterinenburg.

## Geschiedenis
Voor de komst van de Russen was er tussen de 5e en 2e eeuw v.Chr. een ijzersmelterij van de Itkoelskojcultuur op de heuvel Doemnaja, die nu midden in de stad ligt. Hier zijn ook resten van een gracht en een houten muur gevonden, wat erop zou wijzen dat er een oud fort heeft gestaan, nog voor de komst van de Russen. Vanwege de hoge giftige concentraties van koperresten (bomen willen er zelfs nu nog slecht groeien), wordt gedacht dat men hier niet het hele jaar woonde, maar alleen in de korte zomer om in het najaar weer naar andere plekken te trekken.
De huidige plaats Polevskoj werd gesticht in 1708 nadat er in 1702 koper was aangetroffen en de eerste mijn was geopend door de mijnwerkers Sergej Babin en Koezma Soelej. In 1718 werd begonnen met de verwerking van het kopererts voor de Oektoesfabriek en later voor de fabrieken uit Jekaterinenburg. In 1718 werd ook de nederzetting Goemesjki in de buurt van Polevskoj aangevallen en verwoest door opstandige Basjkieren. Tussen 1724 en 1727 werd de Polsevski ijzersmelterij gebouwd voor de verwerking van het koper, in 1734 een hoogoven en in 1738 op 8 kilometer afstand daarvan de Severski ijzerwerken (voltooid in 1739). Als stichtingsdata voor Polevskoj wordt daarom ook wel 1724 genoemd en voor Severski 1739. In 1774 werd de plek betrokken in de Poegatsjovopstand. In 1918 en 1919 werd de stad korte tijd veroverd door de witten tijdens de Russische Burgeroorlog. Polevskoj kreeg in 1928 de status van arbeidersnederzetting en in 1942 de status van stad. De huidige stad omvat ook de nederzettingen Goemesjki en Severski.

## Economie
De stad heeft onder andere een fabriek voor de productie van pijpen, een cryolietfabriek, machinebouwfabriek en metaalbewerkingsfabriek. Daarnaast wordt er nog steeds koper gewonnen in de omgeving, naast malachiet.

## Geografie en omgeving
De stad ligt in een heuvelachtig gebied met veel bos. De Polevaja stroomt lokaal over in meerdere meertjes (proedy) alvorens ze in de Tsjoesovaja stroomt. De heuvel Doemnaja (409 m.) heeft veel bekendheid verworven in Rusland doordat schrijver Pavel Bazjov er veel over heeft geschreven in zijn verhalenbundels over de Oeral. Op de Doemnaja staat ook een monument voor gesneuvelde communistische strijders in hun strijd tegen de witte generaal Aleksandr Koltsjak. Hiernaast ligt op 4 kilometer ten noordwesten van Polevskoj de berg Azov (589 m.) die bekend is vanwege de archeologische opgravingen die er zijn gedaan en vanwege de natuur en geschiedenis. Vanaf de berg is er uitzicht over de bossen en bergen in de buurt en de rivier de Tsjoesovaja. De Azov is omgeven door legenden en op de berg lag vroeger een nederzetting van de Mansen en mogelijk was er in de ijzertijd een heilige plaats gelegen. Naar de berg vinden veel excursies plaats van onder andere schoolkinderen en bergbeklimmers.
De Goemesjevskoje-malachietafzetting in de buurt van Polevskoj is erg bekend in de Oeral.

## Cultuur
In de stad bevindt zich in het museum voor lokale geschiedenis ook een zaal gewijd aan het leven van Bazjov.

## Demografie
| Ontwikkeling van het inwoneraantal |      |        |        |        |        |        |        |        |
| Jaar                               | 1897 | 1926   | 1939   | 1959   | 1970   | 1979   | 1989   | 2002   |
| Bevolking                          | 9600 | 11.000 | 25.000 | 47.100 | 57.600 | 64.100 | 71.500 | 66.800 |

## Geboren in Polevskoj
- Kozma Frolov (1726), waterbouwkundige en uitvinder in de mijnbouw
- Alina Ibragimova (1985), violiste